# Успенка (Октябрьский район)
Успенка — село в Октябрьском районе Оренбургской области России. Входит в состав Белозёрского сельсовета.

## География
Село находится на севере центральной части Оренбургской области, в степной зоне, на берегах реки Егинъелга, на расстоянии примерно 39 километров (по прямой) к северо-западу от села Октябрьского, административного центра района. Абсолютная высота — 179 метров над уровнем моря.
Климат
Климат характеризуется как резко континентальный с продолжительной морозной зимой и относительно коротким жарким сухим летом. Среднегодовая температура составляет 3 °C. Средняя температура воздуха самого тёплого месяца (июля) — 26,9 °C (абсолютный максимум — 42 °C); самого холодного (января) — −13,3 °C (абсолютный минимум — −43 °C). Среднегодовое количество атмосферных осадков не превышает 350—400 мм.
Часовой пояс
Село Успенка, как и вся Оренбургская область, находится в часовой зоне МСК+2. Смещение применяемого времени относительно UTC составляет +5:00.

## Население
| 2010 | 2012 | 2013 |
| ---- | ---- | ---- |
| 307  | ↘301 | ↗306 |

Половой состав
По данным Всероссийской переписи населения 2010 года в половой структуре населения мужчины составляли 45 %, женщины — соответственно 55 %.
Национальный состав
Согласно результатам переписи 2002 года, в национальной структуре населения русские составляли 49 % из 374 чел., казахи — 32 %.